# باركر إتش فرينش
باركر إتش فرينش (بالإنجليزية: Parker H. French)‏ هو رائد أعمال أمريكي (و. 1826  م).